# Raymondcia majuscula
Raymondcia majuscula is een mosdiertjessoort uit de familie van de Smittinidae. De wetenschappelijke naam van de soort is voor het eerst geldig gepubliceerd in 1867 door Smitt.